# 日本の雇用史
日本の雇用史とは日本では雇用の歴史のことである。

## 明治維新以降
明治維新以降の日本では、学生は既卒後（大学卒業後）に個人で就職することが主流であり、その求職方法もまちまちであった。
転職率も欧米と比較しても極めて高く、労働者は少しでも賃金のよいところに転職を重ねるのが普通であり、1年間における労働者の転職率が100%という時代もあった。
さらには、国民の間で転職が常習化していた事から、社会問題化していた事が、政府の資料で明らかとなっている。

## 戦後からバブル崩壊前

### 新卒主義
第二次世界大戦後、戦地からの大量の復員（退役軍人）によって、戦中は空洞化していた日本の労働市場は人材過剰に陥り、混乱した。1947年、政府はこれを沈静化する為、職業安定法を制定し、民間の職業紹介所を廃し、雇用は全て国が管理・統制するようになった。この際、就学中である学生に対しては、一人一社主義の原則に基づいて、国と学校が協力して在学中に就職先を斡旋するという方式が取られた。この職業安定法の制定により、新卒者は既卒後に苦労して職を探さずとも、在学中に職を得る事ができるようになった。また、企業側もこれに合わせ、若者を採用する際は在学中の若者（新卒者）を対象に一括採用（新卒一括採用制度）し、4月1日を以って入社させるという流れが主流となった。
このようにして、日本独自の雇用システムである“新卒一括採用制度”と、新卒者の方が職を得やすいといういわゆる“新卒至上主義”が始まった。

### 年功序列制度の誕生
1950年代半ば以降、日本は高度経済成長期を迎えると、国民の経済力の高まりと共に高校への進学率が急増した。高校以上の新卒者に対しては、国ではなく学校が仕事を斡旋したが、当時は高度経済成長期の真っ只中であった為に、多くの企業が若い労働力を必要としていた。さらに、既に新卒主義が確立しており、新卒者は就職に困る事はなかった。また、当時は就農人口も自営業率も高かった為、新卒者は企業への就職以外にも「親の家業を継ぐ」「職人に弟子入りする」等の選択肢が身近にあった。
一方、高卒が主流となるにつれ、集団就職などをはじめとする中学校の新卒者に職を斡旋していた職業安定所はその役割を薄め、転職者への職業斡旋が中心となり始めた。その結果、学生は学校の斡旋により新卒の段階で就職し、再就職や転職の際に、自身の職歴に見合った仕事を職業安定所に紹介してもらうという流れが一般化した。

### 年功序列制度の確立
企業側では、職業安定法制定以降、4月1日に新卒者を一括入社させ続けた為、一般の社員の間でも、一期生、二期生、三期生と、入社時期に応じた階級化が進んだ。また、経済の発展と共に急速に物価が高騰し続けた為に、毎年労働者の賃金も引き上げられるようになった。その為、階級（勤続年数）に応じて労働者を昇給・昇進するという制度が採られるようになった。
当時は、年配労働者は少なく（昭和40年の55歳以上の労働者の割合は14.6%だった。しかも、高齢男子就業者の67%は“自営業者または家族従業員”であった為、企業に勤める年配労働者は極めて少なかった事が分かる）、逆に若年労働者（今の団塊世代）の人口が圧倒的に多かった為、勤続年数や年齢に応じて給与を決定するというシステムは、多数派の労働者（若年労働者）の給与を低く抑える事ができ、人件費の面でも都合が良かった。

### 最盛期
1980年代半ばから1991年に掛けて日本が超好景気のバブル景気に湧くなか、人手不足で企業が新卒を優遇する傾向はいっそう高まり、当時の新卒者の多くは学校の斡旋を受けずとも、企業からの売り込みに応じるという形で、簡単に大手・中堅企業に就職する事ができた。

## 21世紀

### 年功序列制度の破綻
戦後に誕生した新卒主義は若者の雇用を助け、高度経済成長期に誕生した年功序列制度は人件費の増大を防ぎ、日本の経済の骨子として機能していたが、1991年のバブル崩壊を境に、このシステムは機能を失い始めた。
1991年の日本のバブル経済の崩壊により企業の業績は悪化した。それだけでなく、若い社員なら大量に雇っても人件費が安く済むという利点があった、勤続年数や年齢に応じて給与を決める年功序列制度は、逆にその大量に雇用した社員が年を重ねるにつれ、人件費が高騰してしまうという問題に直面した。
それまでは曲がりなりにも好景気だったため、高騰した人件費もなんとかやりくりがついていたが、不況への突入とともに状況は一変し、高騰した人件費の問題を解決する為に、企業の多くは人件費がかさむ中高年労働者をリストラし、高卒者の採用削減も行い始めた。
大卒の求人数についてはバブル崩壊後もあまり変わらなかった。しかし、高卒の求人の減少と若者の進学志向があわさり、大学などへの進学率が急上昇した。その結果、大学の卒業者数が急激に増えた一方で大卒の求人数は変わらなかったので就職率は減少した。

### 非正規雇用の増加
その後、年功序列と成果主義を足し合わせたようなシステム（職歴が考慮されるが賃金が上がりにくい）に移行するところが増え、人件費が少し高い上に体力が劣る高齢者はリストラ後の特に正規雇用への再就職が困難となった。また、企業は人件費の削減のためや派遣事業の規制緩和から、派遣社員などの非正規雇用を活用することが多くなった。これらのことから、若者や高齢者や女性を中心に非正規雇用が増えた。

### 就職氷河期世代と雇用形態
日本では就職氷河期が終わっても、他国と比べて就職氷河期終了後の新卒に恩恵がいきやすく、就職氷河期世代は就職で不利な状況におかれ続けるという点で違いがある。これは、日本の就職氷河期の発生原因がバブル崩壊等の不景気だけに留まらず、戦後に築かれた雇用システムである新卒主義（新卒一括採用制度と新卒至上主義）がある。
多くの企業は新卒主義を廃止しなかったため、新卒の就職率は高く、若者の失業率は低い一方で、新卒の段階で就職できなかった若者（職歴が無く即戦力になりえない人材）やリストラされた中高年労働者（人件費がかさむ人材）の多くは、たとえ就職氷河期が終わっても安定した仕事にありつくことが困難な状況に追いやられることとなった。そのため就職氷河期を被った世代は、バブル崩壊を境に社会の現状に適さなくなっていったシステムにより苦しめられている状況が起き、失われた世代（ロストジェネレーション）と呼ばれるようになった。
一時期は、様々な理由で非正規雇用に陥り、貧困に苦しむ中年層が注目されたが、再び就職氷河期が訪れたことにより中高年よりも新卒の方に注目が集まるようになり、新卒を中心とした雇用対策が主となり、前就職氷河期で不安定雇用に陥った人たち、人員削減でリストラされた中高年労働者にはさらに厳しい状況となっている。